# Tomasz Rząsa
Tomasz Mariusz Rząsa (ur. 11 marca 1973 w Krakowie) – polski piłkarz grający najczęściej na pozycji obrońcy.

## Życiorys

### Kariera klubowa
Rząsa karierę piłkarza rozpoczynał w Cracovii w 1983. W 1990 zdobył z tą drużyną tytuł MP juniorów. W trakcie sezonie 1991/1992 przeniósł się do trzecioligowego Sokoła Pniewy, gdzie przez prawie trzy lata występował jako napastnik. Po etacie w Pniewach wyjechał do Szwajcarii, gdzie grał w Grasshopper Club Zürich, FC Lugano oraz BSC Young Boys. W dwóch pierwszych sezonach w klubie z Zurychu zdobył mistrzostwo Szwajcarii (1995 i 1996, również finał pucharu kraju w 1995). W sezonie 1997/1998 przeniósł się do Holandii i zespołu De Graafschap. Po dwóch sezonach zakupił go Feyenoord. W pierwszym sezonie w Rotterdamie Rząsa i drużyna zdobyli Superpuchar Holandii. W 2001 byli wicemistrzem kraju, w 2003 finalistą pucharu. W 2002 wywalczyli ponadto Puchar UEFA (Rząsa był drugim Polakiem z tym trofeum, wcześniej Andrzej Buncol). W Holandii występował do 2003. Wówczas zmienił klub na FK Partizan z Serbii i Czarnogóry. Grał tam jeden sezon, stając się jednym z ulubieńców kibiców Partizana (znany jako Tomaš Žonsa/Томаш Жонса, gdyż jego nazwiska nie transliterowano, dokonując transkrypcji) i zdobywając tytuł wicemistrza. Następnie wrócił do Holandii, przez jeden sezon był graczem Sc Heerenveen, potem ADO Den Haag, na koniec kariery spędził dwa sezony w austriackim SV Ried.

### Kariera międzynarodowa
W reprezentacji Polski A Rząsa zadebiutował w 1994, gdy jej trenerem był Henryk Apostel. Zagrał jedną połowę meczu z Arabią Saudyjską, zdobywając bramkę. Na następne występy czekał sześć lat: w 2000 zagrał znów jako zmiennik w przegranym meczu z Francją pod wodzą Jerzego Engela. Od pierwszej minuty zagrał dopiero w swoim czwartym meczu w reprezentacji (z Holandią w 2000), a pełne 90 minut dopiero w 2003 w meczu z Węgrami. Rząsa był uczestnikiem mistrzostw świata 2002 w Korei Południowej i Japonii. Jego występ trwał jednak zaledwie 20 minut podczas meczu z Portugalią (0:4). Był podstawowym zawodnikiem zespołu, który wywalczył awans na MŚ 2006 w Niemczech, nie znalazł się jednak w kadrze na te mistrzostwa. Ogółem w drużynie państwowej rozegrał 36 spotkań, strzelił w nich jednego gola.

### Działacz i trener
Od 1 sierpnia 2009 pełnił funkcję pełnomocnika prezesa Janusza Filipiaka ds. sportowych w Cracovii. Następnie, od 28 maja 2010, był dyrektorem sportowym krakowskiego klubu.
Od 1 sierpnia 2011 do października 2013 był również menadżerem reprezentacji Polski. Miał za zadanie dbać o wizerunek drużyny w mediach oraz obserwować polskich reprezentantów.
Od września 2014 do 12 października 2015 pełnił funkcję asystenta trenera Macieja Skorży w Lechu Poznań. Funkcję tę po raz wtóry pełnił krótko wiosną 2018. 29 sierpnia 2018 został ogłoszony jako dyrektor sportowy Lecha Poznań.

### Polityka
W wyborach do Rady Miasta Krakowa w 2010 bez powodzenia ubiegał się o mandat radnego z listy PO.